# Cailtram
Cailtram hijo de Girom fue rey de los pictos entre 537 y 538.
La Crónica picta le asigna un reinado de uno o seis años entre su hermano Gartnait hijo de Girom y Talorc hijo de Muircholach. Ninguna de las dos listas que dan una versión plausible de su nombre está de acuerdo en su forma, con variantes que incluyen Cailtarni y Cailtaine. Las versiones más tardías incluyen también Kelhiran, Kelturan y Kyburcan.
Es el tercer hijo de Girom que llegó a ser rey, aunque Drest hijo de Girom no está explícitamente declarado como hermano de Cailtram y Gartnait.